# Lübeck-Schönböcken
Schönböcken ist ein Ortsteil der Hansestadt Lübeck. Er bildet zusammen mit dem Ortsteil Groß Steinrade und dem südwestlichen Abschnitt der Siedlung Dornbreite den Lübecker Stadtbezirk Groß Steinrade/Schönböcken, der wiederum Teil des Lübecker Stadtteils St. Lorenz Nord ist.

## Geschichte
Auslöser für die Gründung von Dörfern im Umfeld einer wachsenden Stadt waren der knapper werdende Nutzraum innerhalb der Stadtmauern. Die ersten deutschen Siedler auf dem von Trave und Wakenitz flussumschlossenen Stadthügel hatten noch kaum Veranlassung, sich viel um die Landschaft westlich des Hafenflusses zu kümmern, wo soweit bekannt, zwei oder drei wendische Dörfer lagen. Für den Holzbedarf der kleinen Einwohnerschaft genügte einstweilen der Buchen- und Eichenstand des Hügels Boku (Altstadtinsel).
Knapper war es mit dem Nutzraum auf dem Hügel bei der größeren Neugründung 1158 durch Heinrich den Löwen. Der Freibrief Barbarossas von 1159 beschrieb mit dem Holzhiebrecht der Lübecker bis Brodten und Klütz und dem Weiderecht für das Vieh der Städter westlich der Trave den steigenden Rohstoffbedarf der Lübecker.
Darum ergriff die Stadt um 1200–1250 die Gelegenheit, weite Landstrecken der Westflur zu erwerben. Zu den wendischen Dörfern in diesem Gebiet zählten Wendisch- und Deutsch-Padelügge, Wendisch- und Deutsch Krempelsdorf sowie Drögenvorwerk. In der Gegend der späteren Dörfer Roggenhorst und Schönböcken dehnte sich noch freie Heide, teils waldige Urlandschaft, teils offene Urlandschaft aus. Diese freie Fläche wurde von den Städtern einfache »Heide« oder »Gemeine Wiesen« genannt, die zur Viehweide genutzt wurden. Im Inneren der Stadt war kein Platz zum Anbau von Brotkorn, Braugerste und Futterkorn und dieses musste deshalb aus den umliegenden Dörfern bezogen werden. Ebenfalls wurde Lein, Holz, Wolle und Holzkohle von außen bezogen.

### Um 1300
Um 1300 beschloss Lübeck, nachdem es zum Oberhaupt der Hanse geworden war, das ganze weite Gebiet mit einer Landwehr zu umgürten. War durch die Umwehrung das Vorfeld enger an die Stadt angeschlossen, so wurde die Entwicklung noch durch Rechtsmaßnahmen unterstrichen: Das Weichenrecht und das Bodenrecht wurden auf das Vorfeld ausgedehnt. Diese Neuordnungen brachten einen Pachtzinserlass. Solche wurden jetzt an der stadtfernsten Ecke, wo um zwei vereinzelten Mergelbrücken noch alter „Haineholt“ war, stark begünstigt, um übersichtliches Gelände zu schaffen. So entstanden nach und nach die Dörfer Schönböcken, Roggenhorst und Haineholt, welche später nach einem benachbarten Außendorf „Klein Steinrade“ genannt wurde.

### 1262
1262 zählte das Dorf Schönböcken mit 2 Hufen zum städtischen Besitz. 1 Hufe sind ca. 4 Morgen. 1316 war der Besitz unter acht Eigentümern in neun Hufen aufgeteilt und geprägt durch häufige Besitzerwechsel, wie die Ratsfamilien von Sitten, von Wickede und Kerkring. Der jeweilige Besitzer hatte den Flutgraben zu unterhalten und zu reinigen. Diese Auflage wurde 1860 aufgehoben.
Im Oberstadtbuch der Hansestadt steht in einer Verkaufsnotiz von 1363, dass noch nicht alles der Dorfschaft zugedachte Land kultiviert worden war.
Der Hof Schönböcken, innerhalb des Dorfes gehörte seit 1270 zu Lübeck. Er bestand aus 6 Häusern, 1 Hofpächter, 1 Holländereipächter, 5 Tagelöhnern, 11 Pferden und 80 Kühen.
In einer alten Schulchronik der Schule Schönböcken wird erwähnt, dass 1262 Raubritter dort in einem festen Nest, sehr sicher gehaust haben. Ein tiefer Graben umzog die Feste, Reste davon sind bis heute erhalten. Die Herren von Schönböcken und die von Roggenhorst handelten gemeinsam, der Raub wurde geteilt und reichlich Beute wurde eingebracht. Die Kaufleute wurden auf der Hamburger Straße eingefangen, ihre Fuhren nach Roggenhorst gebracht und die Männer kamen in den Turmkeller.

### Seit 1293
1293 wurde das ehemalige Waldgebiet „Rugghedehorst“, eine Hufe groß, Johann Voge übereignet. 1316 besteht das Dorf Roggenhorst bereits aus mehreren Hufen. Den Besitzern wurde das Land „zu Roderecht“ überlassen. 1338 wurde es auf 9 Hufen und 4 kleine Morgen Land vermessen. Nach diversen Besitzerwechseln gehörte das Dorf zwischenzeitlich zu Stockelsdorf. 1755 erwarb Lübeck es wieder als Stadtgut zurück für 16.000 Thaler und 100 Dukaten Schlüsselgeld.
Ein sozialer und betrieblicher Wandel ging im 14. Jahrhundert nach der Schaffung der Landwehr im stadtnahen Bereich vor sich. Die reichen Bürgergeschlechter suchten eine wertbeständige Anlage und kauften nach und nach Stockelsdorf, Steinrade und das Dorf »to der Eckhorst« auf. Die Außendörfer wechselten im Laufe der Zeit häufig den Besitzer, blieben jedoch immer im Besitz Lübecker Kaufleute.
Im 15. Jahrhundert erfuhr das Bild des westlichen Vorlandes keine wesentlichen Veränderungen. Es war nur eine intensivere Nutzung des Vorlandes zu erwarten. In der Tat erhielt Schönböcken die Erlaubnis, einen größeren Block Landes aus der Gemeinweide (der Bereich zwischen den Dörfern Schönböcken und Padelügge) beiderseits der Trave zu Ackerzwecken umzubrechen. Andere Teile dieses Holstenfeldes wurden zeitweilig für Schießübungen, zur Wehrertüchtigung, benötigt.

### Nach 1900

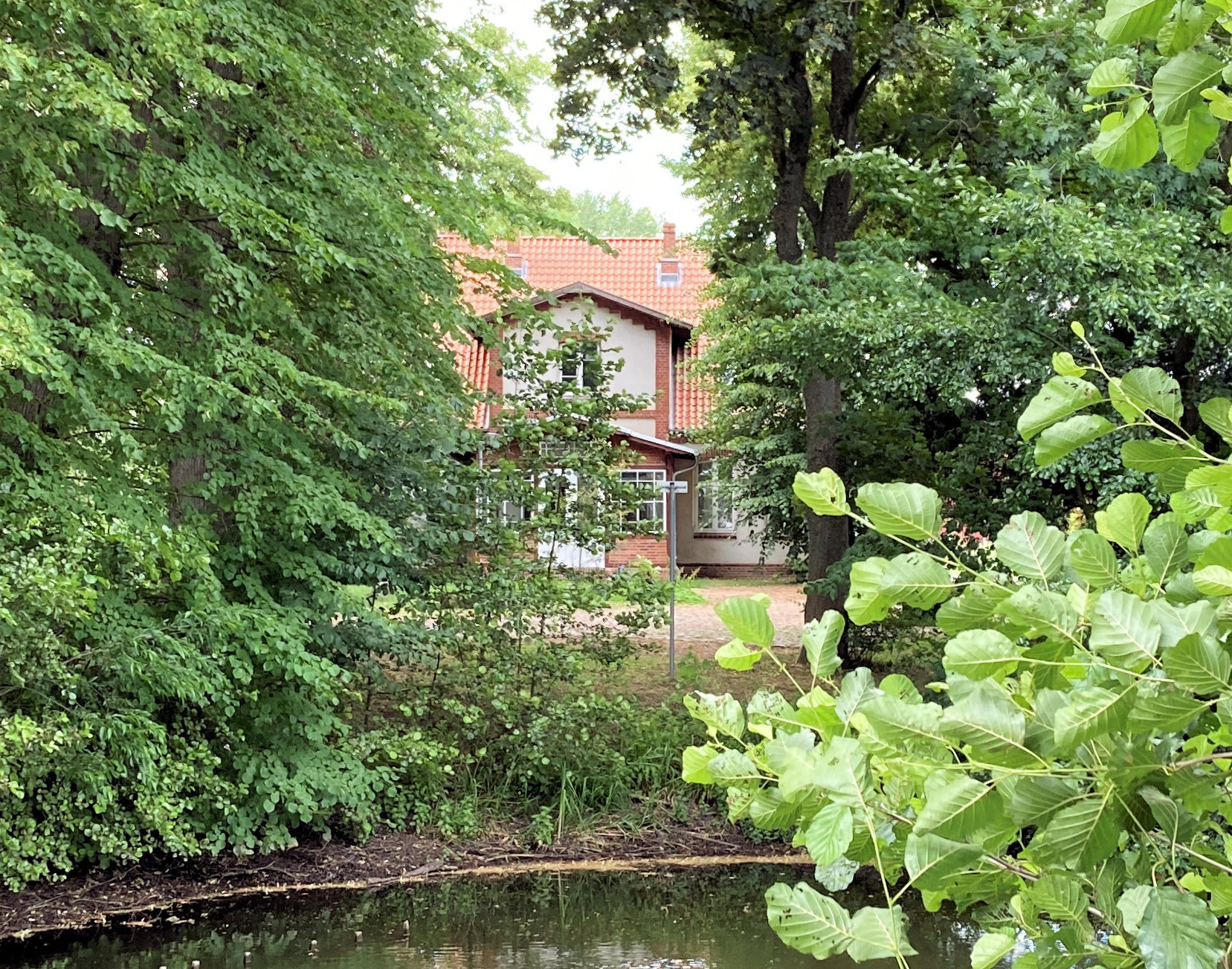
Blick auf das Herrenhaus des Stadtguts Roggenhorst (2023)

1912 bestand der Ort Schönböcken aus dem Hof mit dem prächtigen Herrenhaus, Arbeiterhäusern, einer Schmiede, zehn größeren Erbpächter- und Gärtnerstellen, mehreren Mietwohnungen an der Segeberger Landstraße (heute Steinrader Damm), sogenanntes Neuschönböcken (Baubeginn 1903) und der Schule. Zum Dorf gehörten ferner Steinrader Hof und Baum, Roggenhorst, Hohenstiege und Padelügge. Im Dorf lebten insgesamt 400 Einwohner, die sich hauptsächlich mit Ackerbau und Gemüseanbau bzw. Obstbau (Kirschen) beschäftigten.

Im Jahre 1913 begann der Bau der Lübeck-Segeberger Eisenbahn. Anfang März 1915 war der Unterbau der Bahn vollendet. Am 2. März 1916 fuhr der erste Zug der Segeberger Bahn zur Freude der Schönböckener, die durch die neue jedoch unbeleuchtete Station, nun in kurzer Zeit in die Stadt kommen konnten. Vom November 1916 an verkehrten regelmäßig Züge zwischen Lübeck und Segeberg.
Am 1. Oktober 1921 wurde Schönböcken nach Lübeck eingemeindet (siehe Straßen und Wohnplatzverzeichnis 1925); erst 1970 wurde Groß Steinrade durch die Gebietsreform Schleswig-Holsteins von Stockelsdorf nach Lübeck eingemeindet.
Am 24. Dezember 1920 brannte in allen Häusern das „neue“ elektrische Licht. Die Straßenbeleuchtung folgte im Herbst 1927. Im Laufe der Jahre 1928/29 wurden die Straßen und der Weg nach Roggenhorst ausgebaut.
Zwischen 1934 und 1937 wurde die heute als A 1 bezeichnete Autobahn zwischen Hamburg und Lübeck gebaut. Sie verläuft durch den Osten von Schönböcken und bildet heute die Grenze zum Stadtteil Buntekuh.
In der Nachkriegszeit verwandelte sich das ehemals landwirtschaftlich geprägte Dorf Schönböcken immer mehr zu einem Wohnviertel und Stadtteil von Lübeck. Es wurden alte Hofanlagen zu Wohnungen umfunktioniert und zahlreiche Baulücken durch Einfamilienhäuser geschlossen. Daneben entstanden später die Gewerbegebiete Rapsacker und Bernsteindreherweg sowie das zwischen dem Wohngebiet Schönböcken und dem Gut Roggenhorst gelegene Gewerbegebiet Roggenhorst, das heute das größte Gewerbegebiet der Stadt Lübeck ist.
Das Herrenhaus, das zwischen 1976 und 2007 als Seniorenheim genutzt wurde, brannte 2013 fast vollständig aus. Ab 2016 sollten die Gebäude auf dem Areal bis auf die Fassade des Herrenhauses abgerissen und bis 2019 eine neue Wohnanlage bestehend aus dem Herrenhaus und fünf Neubauten errichtet werden. Die Baumaßnahmen sind allerdings derzeit ins Stocken geraten (Stand 2021).

## Verkehr
Mit der Autobahnausfahrt Lübeck-Moisling an der A 1 ist Schönböcken direkt an das Autobahnnetz angebunden. Durch Schönböcken verlaufen die Kreisstraßen 5 und 13, die Schönböcken mit dem Zentrum Lübecks, mit den Stadtteilen Buntekuh, Moisling und Groß Steinrade sowie mit Stockelsdorf verbinden.
Durch den Ortsteil Schönböcken verkehren zwei Buslinien (2 und 12) des Stadtverkehr Lübeck.
1964 wurde der Personenverkehr auf der Lübeck-Segeberger Eisenbahn eingestellt, drei Jahre später auch der Güterverkehr. Danach wurden die Gleise abgebaut. Seitdem ist Schönböcken nicht mehr direkt mit der Bahn erreichbar. Der nächstgelegene Bahnhof ist der Lübecker Hauptbahnhof.

## Bildung
In der Schönböckener Hauptstraße befindet sich die Grundschule Schönböcken.

## Sport und Freizeit
In Schönböcken ist die Heimspielstätte des Fußballvereins FC Dornbreite angesiedelt.
Es gibt zahlreiche Fuß- und Radwege im Bereich rund um Schönböcken. Zwischen Schönböcken und der Siedlung Dornbreite befindet sich die Humboldtwiese (Schafsberg) als Bewegungstreffpunkt mit Mehrgenerationen-Spielplatz.

## Tourismus
Am Steinrader Damm befindet sich der Campingplatz Lübeck-Schönböcken.